# Marcel Hilßner
Marcel Hilßner (Lipcse, 1995. január 30. –) német korosztályos válogatott labdarúgó, aki jelenleg a Werder Bremen II játékosa.

## Statisztika
2015. augusztus 28-i  állapot szerint.
| Klub             | Szezon           | Bajnokság | Bajnokság | Kupa  | Kupa | Európa | Európa | Összesen | Összesen |
| Klub             | Szezon           | Mérk.     | Gól       | Mérk. | Gól  | Mérk.  | Gól    | Mérk.    | Gól      |
| ---------------- | ---------------- | --------- | --------- | ----- | ---- | ------ | ------ | -------- | -------- |
| Werder Bremen II | 2013–14          | 25        | 2         | 0     | 0    | –      | –      | 25       | 2        |
| Werder Bremen II | 2014–15          | 27        | 10        | 0     | 0    | –      | –      | 27       | 10       |
| Werder Bremen II | 2015–16          | 5         | 0         | 0     | 0    | –      | –      | 5        | 0        |
| Werder Bremen II | Összesen         | 57        | 12        | 0     | 0    | 0      | 0      | 57       | 12       |
| Karrier összesen | Karrier összesen | 57        | 12        | 0     | 0    | 0      | 0      | 57       | 12       |

## Sikerei, díjai
- Werder Bremen II
  - Regionalliga Nord: 2014-2015